# Wyoming Public Radio
A Wyoming Public Radio az Amerikai Egyesült Államok Wyoming államának közrádió-hálózata a Wyomingi Egyetem működtetésében.

## Története
A hálózatot 1966-ban alapították. Az állam első kereskedelmi rádióját, a KFBU-t Warner N. Crosby mérnökhallgató üzemeltette a Máté apostol-székesegyházból; a sugárzáshoz másodosztályú adóengedélyre volt szüksége. Az 1922. október 3-án indult adó kezdeti, tíz wattos teljesítményét 1923-ban huszonöt wattra, később még többre emelték, 1929-ben pedig felszerelését a Wyomingi Egyetemnek adományozták. 1938. szeptember 28-ától az egyetemi híreket vezetékes kapcsolattal a National Public Radióhoz továbbították. 1958-ban elindult a University Radio, 1965. január 1-jén pedig a KTWO az élő adáshoz egy keverőpultot adományozott. A KUWR 1966-ban kapta meg adóengedélyét és az őszi szemeszterben kezdett sugározni a hallgatói önkormányzat épületéből; 1966-tól John King rektor kezdeményezésére sporthíreket is közöltek. 1977 áprilisában stúdiói a Knight épületbe költöztek, tíz wattos adóteljesítményét pedig ötvenezer wattra emelték.
Az 1970-es évek végétől az NPR műsorait is játszotta, az 1980-as években pedig Coloradóban átjátszóadókat telepítettek. Országszerte igény mutatkozott további átjátszók kialakítására (a casperi csak tíz wattos volt és a szelek miatt a vételminőség akadozott). Tíz éven belül országos hálózat kiépítését tervezték.
2016 szeptemberében elindult a rock több alfaját lefedő Wyoming Sounds, ami analóg és HD minőségben, valamint online hallgatható.
2021-ben ünnepelték fennállásuk ötvenedik évfordulóját.

## Műsorai
Ugyan a Wyomingi Egyetem campusáról sugároz, műsora nem kapcsolódik az egyetemhez. Finanszírozását többségében az évente kétszer, tavasszal és ősszel rendezett adománygyűjtéssel biztosítják. Dzsessz, klasszikus és alternatív zene mellett a National Public Radio, a Public Radio Exchange, a BBC és az American Public Media műsorait is sugározza.
A Classical Wyoming analóg és HD formában a nap 24 órájában klasszikus zenét játszik.

## Csatornái
| Hívójel | Frekvencia [MHz] | Település     | FID    | ERP [W] | HAAT [m] | Adóosztály | Koordináták                                                     |
| ------- | ---------------- | ------------- | ------ | ------- | -------- | ---------- | --------------------------------------------------------------- |
| KUWA    | 91,3             | Afton         | 83869  | 400     | -95      | A          | é. sz. 42° 51′ 02″, ny. h. 110° 58′ 46″42.850556°N 110.979444°W |
| KBUW    | 90,5             | Buffalo       | 88434  | 430     | -60      | A          | é. sz. 44° 20′ 50″, ny. h. 106° 43′ 25″44.347222°N 106.723611°W |
| KUWC    | 91,3             | Casper        | 82539  | 530     | 544      | C3         | é. sz. 42° 44′ 26″, ny. h. 106° 21′ 34″42.740556°N 106.359444°W |
| KDUW    | 91,7             | Douglas       | 92622  | 450     | 95       | A          | é. sz. 42° 43′ 24″, ny. h. 105° 18′ 21″42.723333°N 105.305833°W |
| KUWE    | 89,7             | Evanston      | 173678 | 2000    | 403,6    | C2         | é. sz. 41° 21′ 14″, ny. h. 110° 54′ 38″41.353889°N 110.910556°W |
| KUWW    | 90,9             | Fort Washakie | 174336 | 8000    | 151      | C3         | é. sz. 42° 54′ 27″, ny. h. 108° 44′ 50″42.907500°N 108.747222°W |
| KUWG    | 90,9             | Gillette      | 82478  | 450     | 126      | A          | é. sz. 44° 12′ 34″, ny. h. 105° 28′ 04″44.209444°N 105.467778°W |
| KUWJ    | 90,3             | Jackson       | 69061  | 3000    | 337      | C2         | é. sz. 43° 27′ 40″, ny. h. 110° 45′ 09″43.461111°N 110.752500°W |
| KUWK    | 88,7             | Kaycee        | 173684 | 1600    | 98,5     | A          | é. sz. 43° 53′ 51″, ny. h. 106° 40′ 48″43.897500°N 106.680000°W |
| KUWR    | 91,9             | Laramie       | 69131  | 100 000 | 335      | C0         | é. sz. 41° 18′ 36″, ny. h. 105° 27′ 17″41.310000°N 105.454722°W |
| KUWV    | 90,7             | Lingle        | 177173 | 14 000  | 96,1     | C3         | é. sz. 42° 20′ 03″, ny. h. 104° 09′ 56″42.334111°N 104.165556°W |
| KUWN    | 90,5             | Newcastle     | 83868  | 400     | 62       | A          | é. sz. 43° 49′ 57″, ny. h. 104° 13′ 08″43.832500°N 104.218889°W |
| KUWX    | 90,9             | Pinedale      | 92820  | 450     | 134      | A          | é. sz. 42° 50′ 40″, ny. h. 109° 55′ 24″42.844444°N 109.923333°W |
| KUWP    | 90,1             | Powell        | 92308  | 430     | 495      | C3         | é. sz. 44° 35′ 14″, ny. h. 108° 51′ 08″44.587222°N 108.852222°W |
| KUWI    | 89,9             | Rawlins       | 173682 | 2000    | 300,6    | C3         | é. sz. 41° 40′ 46″, ny. h. 107° 14′ 08″41.679444°N 107.235556°W |
| KUWZ    | 90,5             | Rock Springs  | 69285  | 35 000  | 512      | C0         | é. sz. 41° 25′ 39″, ny. h. 109° 07′ 17″41.427500°N 109.121389°W |
| KAIW    | 88,9             | Saratoga      | 93001  | 580     | 996,3    | C2         | é. sz. 41° 37′ 49″, ny. h. 106° 32′ 01″41.630306°N 106.533583°W |
| KSUW    | 91,3             | Sheridan      | 82438  | 20 000  | 363,9    | C1         | é. sz. 44° 36′ 09″, ny. h. 106° 55′ 51″44.602500°N 106.930833°W |
| KUWD    | 91,5             | Sundance      | 92621  | 430     | 485      | C3         | é. sz. 44° 28′ 35″, ny. h. 104° 26′ 54″44.476389°N 104.448333°W |
| KUWT    | 91,3             | Thermopolis   | 92816  | 2000    | 598      | C2         | é. sz. 43° 26′ 16″, ny. h. 107° 59′ 48″43.437778°N 107.996667°W |
| KEUW    | 89,9             | Torrington    | 173683 | 6000    | 3,7      | A          | é. sz. 42° 04′ 35″, ny. h. 104° 11′ 28″42.076389°N 104.191111°W |

| Hívójel | Frekvencia [MHz] | Város          | FID    | Főadó |
| ------- | ---------------- | -------------- | ------ | ----- |
| K219LW  | 91,7             | Driggs (Idaho) | 91526  | KUWR  |
| K217BP  | 91,3             | Dubois         | 69276  | KUWR  |
| K298CH  | 107,5            | Mountain View  | 27136  | KUWZ  |
| K206AJ  | 89,1             | Sinclair       | 8735   | KUWR  |
| K298AY  | 107,5            | Wheatland      | 157083 | KUWR  |
| K227BB  | 93,3             | Worland        | 139565 | KUWT  |

### Wyoming Sounds
A Wyoming Public Media Wyoming Sounds hálózatának tagjai kortárs alternatív zenét játszanak.
A KTWY és KXWY egykor a Cochise Broadcasting kereskedelmi adói voltak, műsoraikat csak időlegesen, a frekvencia megtartása érdekében sugározták. 2017-ben az FCC nyomására a vállalat több adóval együtt eladományozta őket. A KNWT 2009 és 2017 között a Northwest College rádiója volt.
| Hívójel | Frekvencia [MHz] | Település | FID    | ERP [W] | HAAT [m] | Adóosztály | Koordináták                                                     |
| ------- | ---------------- | --------- | ------ | ------- | -------- | ---------- | --------------------------------------------------------------- |
| KNWT    | 89,1             | Cody      | 172695 | 16 500  | 483      | C1         | é. sz. 44° 34′ 30″, ny. h. 108° 49′ 33″44.574861°N 108.825722°W |
| KTWY    | 97,1             | Shoshoni  | 166052 | 220     | 606      | C1         | é. sz. 43° 26′ 16″, ny. h. 107° 59′ 46″43.437778°N 107.996111°W |
| KXWY    | 103,1            | Hudson    | 176944 | 30 000  | 175,6    | C2         | é. sz. 42° 54′ 28″, ny. h. 108° 44′ 49″42.907778°N 108.746972°W |

| Hívójel | Frekvencia [MHz] | Város      | FID    |
| ------- | ---------------- | ---------- | ------ |
| K247BC  | 97,3             | Jackson    | 158404 |
| K278CM  | 103,5            | Laramie    | 36554  |
| K206AJ  | 89,1             | Sinclair   | 8735   |
| K208FY  | 89,5             | Torrington | 24665  |
| K231BW  | 94,1             | Worland    | 139569 |

### Classical Wyoming
Az alábbi csatornák saját műsorrendben klasszikus zenét sugároznak.
| Hívójel | Frekvencia [MHz] | Település | FID    | ERP [W] | HAAT [m] | Adóosztály | Koordináták                                                     |
| ------- | ---------------- | --------- | ------ | ------- | -------- | ---------- | --------------------------------------------------------------- |
| KUWY    | 88,5             | Laramie   | 91583  | 135     | 298      | A          | é. sz. 41° 18′ 36″, ny. h. 105° 27′ 17″41.310000°N 105.454722°W |
| KZUW    | 88,5             | Reliance  | 176944 | 260     | 472,3    | A          | é. sz. 41° 25′ 39″, ny. h. 109° 07′ 17″41.427500°N 109.121389°W |
| KWWY    | 106,5            | Shoshoni  | 166053 | 2200    | 606      | C1         | é. sz. 43° 26′ 16″, ny. h. 107° 59′ 46″43.437778°N 107.996111°W |

| Hívójel | Frekvencia [MHz] | Város   | FID    | Főadó    |
| ------- | ---------------- | ------- | ------ | -------- |
| K240EK  | 95,9             | Jackson | 158303 | KUWJ-HD2 |
| K220GP  | 91,9             | Lander  | 69240  | KUWY     |

### KUWL
A KUWL saját műsorokat (elsődlegesen dzsesszt) sugároz.
| Hívójel | Frekvencia [MHz] | Település | FID   | ERP [W] | HAAT [m] | Adóosztály | Koordináták                                                     |
| ------- | ---------------- | --------- | ----- | ------- | -------- | ---------- | --------------------------------------------------------------- |
| KUWL    | 90,1             | Laramie   | 91563 | 110     | 295      | A          | é. sz. 41° 18′ 36″, ny. h. 105° 27′ 17″41.310000°N 105.454722°W |

| Hívójel | Frekvencia [MHz] | Város    | FID   |
| ------- | ---------------- | -------- | ----- |
| K231EZ  | 90,5             | Riverton | 69240 |

Némely partnercsatorna HD Radión keresztül online sugároz; a klasszikus zenei alcsatornán a Classical 24 műsorát játsszák.

## Fordítás
- Ez a szócikk részben vagy egészben  a   Wyoming Public Radio című angol Wikipédia-szócikk ezen változatának fordításán alapul.  Az eredeti cikk szerkesztőit annak laptörténete sorolja fel. Ez a jelzés csupán a megfogalmazás eredetét és a szerzői jogokat jelzi, nem szolgál a cikkben szereplő információk forrásmegjelöléseként.